# Александар Трандафиловић
Александар Аца Трандафиловић (Кална, 1930 — 23. мај 1986) био је српски певач народне музике.

## Биографија
Рођен је у Кални, Зајечарски округ, општина Књажевац, (данас Србија, тадашња Југославија).
Био је дугогодишњи певач и сарадник Радио Београда. У емисијама народне музике, углавном је изводио песме из Србије. Певање је учио код једног од најбољих певача Миодрага Милета Богдановића, а у његовој интерпретацији највише се осећао велики утицај Вукашина Вулета Јевтића.
Поред извођења народних и староградских песама из Србије, певао је и компоноване народне песме, а сарађивао је са водећим и еминентним српским композиорима: Дарком Краљићем, Драганом Токовићем, Миодрагом Тодоровићем Крњевцем, Петром Танасијевићем, Томом Здравковићем и Милијом Спасојевићем.
У чувеном натпевавању врхунских уметника Предрага Цунета Гојковића и Миодрага Милета Богдановића, 26. марта 1971. године у свечаној сали Хотела Југославија у Београду, био је „секундант“ Предрага Цунета Гојковића.

## Најпознатије песме
- Зоки Зоруле
- Донеси вина, крчмарице
- Руле, Руленце
- Још литар један
- Шумадијо шумовита
- Једно другом љубав дајмо
- Не гледај ме и не воли више

## Фестивали
- 1967. Београдски сабор - Нема баште у мом крају
- 1968. Илиџа - Никад више запјевати нећу, трећа награда публике
- 1968. Соко Бања - Србијанка девојка
- 1969. Београдски сабор - Заволех једно девојче младо
- 1972. Београдски сабор - Једно другом руку дајмо, друга награда жирија
- 1974. Илиџа - Не гледај ме и не воли више